# Ovos de virgem
Ovos de virgem são um prato tradicional de Dongyang, na China, em que ovos são cozidos na urina de meninos, de preferência de menos de dez anos de idade. O nome "tongzi dan" (em chinês:  童子蛋, transl. Tóngzǐ dàn) se traduz literalmente para "ovo de menino" e é uma tradição da primavera da cidade, onde a urina de homens pré-pubescentes é coletada. Os ovos são considerados patrimônio cultural imaterial da China.

## História
O prato é uma tradição antiga de Dongyang, e suas práticas tem sido registradas há séculos. A China, em geral, tem um longo hábito de desenvolvimento métodos de conservação de alimentos. Ovos cozidos em chá foram criados originalmente para preservar a comida por longos períodos de tempo; enquanto os ovos de virgem não necessariamente vem da mesma origem, eles partem de um mesmo contexto cultural. Não há nenhuma explicação específica para o motivo da urina utilizada ser a de meninos. No entanto, há uma crença histórica na região de que a urina tem benefícios para a saúde humana, e por isso era comumente ingerida.
Na época, devido à geografia montanhosa da região de Chequião, a cultura de arroz era a fonte primária de subsistência dos camponeses, que também criavam porcos e galinhas para o abate. Isso promoveu a disponibilidade de ovos, e, aliado aos supostos benefícios da urina para a saúde, os ovos de virgem cresceram em popularidade.

## Preparação
A preparação do prato inicia-se com a imersão dos ovos na urina. Em seguida, essa mistura é aquecida em um fogão; após a fervura, as cascas são rachadas em toda a extensão dos ovos, que são colocados de volta na urina. Depois de um tempo, a urina usada é trocada por urina fresca, e o processo é então repetido. O processo de marinar permite que os ovos sejam curados na urina enquanto são deixados para ferver. O processo de preparação em sua totalidade dura em média um dia. Em algumas receitas, ervas e temperos podem ser adicionados. No resultado final, o exterior dos ovos adquirem uma cor amarela pálida e as gemas tornam-se verdes. Os ovos de virgem são similares aos ovos centenários pelo processo de cura e raízes históricas, embora os ovos centenários sejam muito mais disseminados por não utilizarem urina, e, portanto, não carregarem tanto estigma.

## Efeitos na saúde e história na medicina popular
A ingestão de urina é significativa para a medicina chinesa. Tradicionalmente, a urina era utilizada como forma de aumentar os efeitos de outros medicamentos, prática que hoje em dia é visto como anti-higiênica. Os sedimentos cristalizados da urina seca são tidos como ajudantes na redução de inflamações e doenças inflamatórias, bem como de infecções fúngicas da pele e da boca. Alguns afirmam que a ingestão dos ovos mergulhados em urina poderia tratar deficiência de yin, diminuir ondas de calor corporais e promover uma melhora na circulação de sangue, e acredita-se que os ovos também evitariam a insolação. Entre outros usos para a urina na medicina chinesa, a ingestão de ovos curados na própria urina seria um tratamento eficaz para a asma crônica; e também que primeira urina do dia de um menino seria muito poderosa, e pode ser combinada com ervas para a produção de tônicos.